# Acerentomon italicum
Acerentomon italicum är en urinsektsart som beskrevs av Josef Nosek 1969. Acerentomon italicum ingår i släktet Acerentomon och familjen lönntrevfotingar. Inga underarter finns listade i Catalogue of Life.